# NGC 5889
NGC 5889 este o galaxie spirală situată în constelația Boarul. A fost descoperită în 25 aprilie 1851 de către William Parsons, 3rd Earl of Rosse⁠(d).